# بخش مرکزی شهرستان کوهدشت
بخش مرکزی شهرستان کوهدشت یکی از بخش‌های شهرستان کوهدشت در استان لرستان است.

## جمعیت
بنابر سرشماری مرکز آمار ایران، جمعیت بخش مرکزی شهرستان کوهدشت در سال ۱۳۹۵ برابر با ۱۲۴،۰۱۵ نفر بوده‌است که از این میان ۶۲۰۹۶ نفر مرد و بقیه زن بوده‌اند. این بخش ۲۵۳۸۳ خانوار دارد.